# Volume de transport en France
Le volume de transport en France s'exprime en passagers-kilomètres et en tonnes-kilomètres.

## Unités
À l'échelle de la France, on emploie les milliards de passagers-kilomètres, notés Gpkm, et les milliards de tonnes-kilomètres, notés Gtkm.

## Définitions
La mobilité du quotidien correspond à des déplacements dans un rayon de 80 km autour de son domicile. Elle représente 98 % des déplacements de personnes pour 60 % des passagers-kilomètres.
La mobilité à longue distance (aussi appelée « voyage ») correspond aux déplacements au-delà de 80 km. Elle représente en moyenne 6,3 voyages par Français et par an.
Comme il n'est pas possible de recenser tous les trajets, toutes les distances et tous les taux d'occupation qui y sont attachés, les volumes de transports ne sont pas mesurés, mais sont évalués à partir d'études statistiques qui reposent sur des enquêtes telles que les enquêtes Ménages Déplacements.

## Panorama

### Mobilité à courte distance
Grâce aux statistiques issues des enquêtes Ménages Déplacements, la mobilité à courte distance peut se décomposer comme suit.
| Classe de distance   | % en voy.-km par classe | % en nombre de déplacements par classe | Marche | Vélo | Transport en commun | Voiture | Deux-roues motorisés et autres |
| 0-1 km               | 1                       | 18                                     | 77 %   | 3 %  | 1 %                 | 19 %    | 0,4 %                          |
| 1-2 km               | 2                       | 13                                     | 40 %   | 5 %  | 4 %                 | 50 %    | 0,6 %                          |
| 2-5 km               | 8                       | 24                                     | 10 %   | 4 %  | 14 %                | 71 %    | 1,1 %                          |
| 5-10 km              | 13                      | 17                                     | 2 %    | 2 %  | 14 %                | 80 %    | 2,3 %                          |
| 10-20 km             | 22                      | 14                                     | 0 %    | 1 %  | 11 %                | 85 %    | 2,7 %                          |
| 20-35 km             | 22                      | 8                                      | 0 %    | 0 %  | 11 %                | 87 %    | 1,9 %                          |
| 35-50 km             | 13                      | 3                                      | 0 %    | 0 %  | 11 %                | 86 %    | 2,7 %                          |
| 50-80km              | 19                      | 2                                      | 0 %    | 0 %  | 17 %                | 81 %    | 2,6 %                          |
| Répartition par mode | /                       | /                                      | 3 %    | 1 %  | 12 %                | 82 %    | 2 %                            |

#### Mobilités actives
La part modale du vélo dans la mobilité du quotidien en 2022 est faible. Le vélo correspond à 1 % et la marche à 2,7 % du volume de transport de la mobilité du quotidien en 2021.

### Mobilité à longue distance
La mobilité à longue distance peut se décomposer comme suit, selon les mêmes enquêtes Ménages Déplacements.
| Mode    | % en voy.-km |
| ------- | ------------ |
| Voiture | 72 %         |
| Train   | 14 %         |
| Avion   | 9 %          |
| Autocar | 3 %          |
| Autres  | 2 %          |

## Transport de voyageurs
En 2022, le transport intérieur de voyageurs en France s'établit à 999,7 milliards de passagers-kilomètres. Le transport collectif intérieur de voyageurs en France s'établit à 179,2 milliards de passagers-kilomètres.
| Mode                 | Précision                     | Gpkm  |
| -------------------- | ----------------------------- | ----- |
| Transport individuel |                               | 820,5 |
| Transport collectif  | Autobus, autocars et tramways | 47,9  |
| Transport collectif  | Transports ferrés             | 117,9 |
| Transport collectif  | Transport aérien              | 13,5  |

### Évolution du transport de voyageurs
Le volume de transport augmente d'année en année, sauf en 2020.
| Évolution du volume de transport en France en Gpkm |         |
| -------------------------------------------------- | ------- |
| 2012                                               | 976,8   |
| 2019                                               | 1 034,9 |
| 2021                                               | 874,0   |
| 2022                                               | 999,7   |

### Transport individuel
Le transport individuel, pour un total de 820,5 milliards de passagers-kilomètres, se décompose comme suit :
|                                        | Gpkm  |
| Voitures particulières françaises (VP) | 728,0 |
| Véhicules légers étrangers (VP et VUL) | 81,4  |
| Deux-roues motorisées                  | 11,1  |

### Transport ferroviaire
Les transports ferrés, pour un total de 117,9 milliards de passagers-kilomètres, se décomposent comme suit :
|                                         | Gpkm |
| Trains aptes à la grande vitesse (TAGV) | 68,5 |
| Trains interurbains                     | 3,8  |
| Convention Conseil régional             | 19,1 |
| Train RER Île-de-France                 | 17,3 |
| Métros                                  | 9,2  |

## Transport de marchandises
Le transport terrestre de marchandise s'élève en 2022 à 338,0 milliards de tonnes-kilomètres, sans les oléoducs.
|             | Gtkm  |
| Routier     | 296,2 |
| Ferroviaire | 35,3  |
| Fluvial     | 6,6   |

### Transport routier
Le transport routier intérieur, pour un total de 296,2 milliards de tonnes-kilomètres, se décompose comme suit :
|                   | Gtkm  |
| Pavillon français | 168,4 |
| Pavillon étranger | 127,8 |

### Transport ferroviaire
Le transport ferroviaire intérieur, pour un total de 35,3 milliards de tonnes-kilomètres, se décompose comme suit :
|                                 | Gtkm |
| National                        | 20,9 |
| International entrant & sortant | 10,2 |
| Transit                         | 4,2  |

## Cas particulier de l'avion
À l'instar des soutes internationales, les statistiques internationales de l'aviation sont difficiles à obtenir, exclues qu'elles sont du champ des statistiques nationales.
Le volume de transport de l'aviation domestique en France métropolitaine en 2022 est de 13,5 milliards de passagers-kilomètres. C'est sans compter avec les territoires français hors d'Europe qui induisent des voyages intercontinentaux. Le volume de transport domestique est en fait beaucoup plus élevé, comme le montre le tableau suivant qui recense également l'aviation imputable à la France :
|                                               | Gpkm  |
| Aviation domestique française                 | 44,7  |
| Aviation internationale imputable à la France | 175,7 |

Et même, selon Comprendre 2050, site conjoint de l'Ademe, de l'association négaWatt et du Shift Project, le volume de transport en France en 2025 est d'environ 1 250 milliards de passagers-kilomètres en intégrant bien les vols internationaux (normalement exclus du champ des statistiques nationales), pour une population d'environ 67 millions d'habitants.